# Luiz Carlos Ramos
Luiz Carlos Ramos (Rio de Janeiro, 8 de junho de 1951), conhecido como Luiz Carlos Ramos do Chapéu é um político brasileiro, filiado ao Partido Social Democrático (PSD).
Já foi filiado ao Partido Social Democrata Cristão (PSDC), pelo qual se elegeu vereador da cidade do Rio, e ao Podemos (PODE). Em 2013 foi um dos vereadores que não assinaram o pedido de criação da CPI dos Ônibus. Na época, chegou a ser atingido por pedras por um manifestante.
Em 2014 foi eleito deputado federal pelo Rio de Janeiro, para a 55.ª legislatura (2015-2019). Como deputado federal, votou a favor do Processo de impeachment de Dilma Rousseff. Já durante o Governo Michel Temer, votou a favor da PEC do Teto dos Gastos Públicos. Em abril de 2017 foi contrário à Reforma Trabalhista. Em agosto de 2017 votou a favor do processo em que se pedia abertura de investigação do presidente Michel Temer.
Foi escolhido para o secretariado do prefeito Marcelo Crivella a partir de 2017.